# Olle Lindqvist (fotbollsspelare)
Olle Lindqvist, född 22 juli 1999, är en svensk fotbollsspelare som spelar för IFK Berga. 

## Karriär
Lindqvists moderklubb är Färjestadens GoIF. Som 15-åring lämnade han Öland för spel med Kalmar FF. Högerbacken fick begå sin seniordebut för Kalmar den 17 februari 2018. En skada på Emin Nouri gjorde att Lindqvist fick hoppa in i den 21:a minuten i cupmötet mot Åtvidabergs FF.
I juli 2019 lånades Lindqvist ut till division 1-klubben Oskarshamns AIK. I januari 2020 lånades han på nytt ut till Oskarshamns AIK. Efter varit utlånad till Oskarshamns AIK i två säsonger meddelade Kalmar FF i december 2020 att Lindqvist lämnade klubben. I januari 2021 värvades Lindqvist av Oskarshamns AIK, där han skrev på ett ettårskontrakt med option på ytterligare ett år. I januari 2022 förlängde Lindqvist sitt kontrakt med två år.
I december 2023 värvades Lindqvist av division 2-klubben IFK Berga.

## Personligt
Olle Lindqvist är son till den före detta Kalmar FF-spelaren Håkan "Linkan" Lindqvist.